# Renault Fluence
Renault Fluence este un sedan compact produs de constructorul francez Renault. Mașina a fost produsă până în 2016 la uzina Oyak-Renault din Bursa, Turcia. A fost produs până la sfârșitul anului 2018 în Santa Isabel, Argentina, pentru piața din America Latină. Versiunea sa electrică este încă produsă în Busan, Coreea de Sud, pentru piața din Asia-Pacific.
Pe 12 iulie 2016, Renault a dezvăluit succesorul lui Fluence, inițial pentru piața europeană, Mégane Sedan IV.